# Лігей плямистий
Лігей плямистий (Lygaeus equestris) — вид клопів родини лігеєвих (Lygaeidae).

## Поширення
Вид поширений в Європі, Північній Африці та Західній Азії. Віддає перевагу сухим лукам або сонячним узліссям

## Опис
Тіло приблизно 11-12 мм у довжину. Комаха має характерний червоно-чорний малюнок, добре розвинені крила і ноги. Надкрила мають дві чорні поперечні смуги на жорсткій червоній частині. Перетинчаста частина чорна з круглою білою плямою. Щиток позбавлений щетини, але має дрібні волоски.

## Спосіб життя
Як личинка, так і доросла особина харчуються насінням ластовня звичайного (Vincetoxicum hirundinaria), отруйної рослини, завдяки якій сама комаха стає токсичною для більшості тварин. Молода личинка є монофагом, а комаха на наступних стадіях розвитку також харчуються іншими рослинами. Дорослі особини зимують, збираючись групами на землі або під корою дерев; навіть влітку нерідко можна знайти кілька екземплярів, що збираються для прийняття сонячних ванн.
Партнерів знаходять за звуками, які ледве чутні людському вуху. Шлюбний акт може тривати до 24 годин. Яйця відкладають у пухку ґрунтову підстилку. Тварини зимують у дорослому стані.

## Підвиди
Виділяють два підвиди:
- Lygaeus equestris equestris  (Linnaeus, 1758)
- Lygaeus equestris sicilianus  (Wagner, 1955)